# Бомбардовање Подгорице у Другом свјетском рату
Бомбардовање Подгорице у Другом свјетском рату је извршено од стране савезника по захтјеву Народноослободилачке војске Југославије од 1943. до 1944. године.

## Претходни догађаји
Између два свјетска рата, у граду Подгорица је живјело 13,000 житеља.
6. априла 1941. Краљевину Југославије су напале Силе Осовине. Држава је капитулирала и Црна Гора, у којој је Подгорица била највећи град, постала је независна као протекторат Краљевине Италије. Овај протекторат је трајао до италијанског примирја 8. септембра 1943. године када су фашистичке италијанске снаге капитулирале. Немачка је тада окупирала Црну Гору. Град није бомбардован до немачке окупације. Током последњих година рата Подгорица је била један од већих градова на путу њемачких трупа које су се повлачиле из Албаније и Грчке, па је донијета одлука да се тај град бомбардује.

## Почетна фаза бомбардовања
Аеродром у Подгорици бомбардовали су P-39 еракобре из дванаестог ваздухопловства ваздушних снага САД 25. октобра 1943. До децембра, њемачке трупе почеле су да пуштају сирене за бомбе у граду, што је резултирало тиме да су се многи житељи града склонили у оближње пећине.

## Бомбардовање 5. маја 1944.
Најинтензивније бомбардовање Подгорице догодило се 5. маја 1944. године. У нападу је учествовало 116 B-24 Либерејтора, који су бацили 270 тона бомби на град. Напад је резултирао само четири њемачке жртве и приближно 100 четничких смртних случајева, док је 400 црногорских цивила убијено. Међу четничким губицима био је и мајор Ђорђије Лашић. Током бомбардовања оштећена је католичка црква и православно гробље и уништена Главатовићева џамија.
Бомбардовање од стране савезника било је сумњиве законитости. Међународно право налаже да призната влада државе има право да бомбардује било који од својих градова окупираних непријатељским снагама. Међутим, у време када су англоамеричке снаге бомбардовале град, још увијек су званично признавале Владу Краљевине Југославије у егзилу као легитимну националну владу, а не владу Јосипа Броза, који је наредио бомбардовање.

## Последња фаза бомбардовања
6. новембра, 72 авиона Краљевског ратног ваздухопловства бомбардовали су град. Извјештено је да је у нападу убијено 700 немачких војника. 7. новембра, 124 авиона P-38 су зауставиле концентрацију трупа Силе Осовине у граду и око њега.

## Последице
Према извршеним истраживањима, од савезничког бомбардовања на територији Црне Горе (1943-1944) погинуло је око 2.000 људи, углавном цивила. Четничких жртви није било више од 200.
Порушено је 80 посто стамбеног фонда, а уништена је комплетна градска инфраструктура. Материјална штета је процијењена на износ 1,06 милијарди југословенских динара.

## Споменик жртвама
У Подгорици, у кругу бивше зграде СДК, постоји споменик са натписом „невиним жртвама бомбардовања Подгорице у Другом свјетском рату“. Изнад постамента са овим натписом, исписаним у гвозденом рељефу, на специјалним, јаким жељезним носачима виси бомба од више стотина килограма.